# Яльк, Грета
Грета Юэль Яльк (дат. Grete Juel Jalk; 1920—2006) — датский дизайнер мебели. Начиная с 1960-х годов она много делала для укрепления высокой репутации Дании в области современного дизайна мебели с её чёткими, удобными линиями. Она также редактировала датский журнал «Mobilia» и составила четырёхтомный труд о датской мебели.

## Ранняя биография
Грета Юэль Яльк родилась в Копенгагене. После окончания школы, где она изучала современные языки и философию, она продолжила образование в Женской школе дизайна (1940-43) у краснодеревщика Карен Маргреты Конрадсен. Яльк закончила свое обучение в Датской школе дизайна в 1946 году, также совершенствуя свои навыки у Коре Клинта в мебельной школе при Датской королевской академии изящных искусств. Укрепляя свои контакты с многочисленными дизайнерами мебели, она принимала участие в ежегодных конкурсах Музея дизайна и мебельного факультета Школы дизайна, где также преподавала с 1950 по 1960 год.

## Дизайн мебели
В 1953 году Яльк открыла собственную дизайн-студию. Вдохновлённая ламинированной мебелью из гнутой фанеры Алвара Аалто и рельефными фанерными конструкциями Чарлза Имза, она начала разрабатывать свои собственные смелые изогнутые модели. Интерес публики к её нетрадиционным моделям рос очень медленно, хотя они были востребованы на выставках и в коллекциях. В 1963 году английская газета «Daily Mirror» объявила конкурс на стул для мужчины и стул для женщины. Несмотря на то, что Яльк выиграла первый приз с двумя разными ламинированными стульями: «Он» и «Она», они никогда по-настоящему не были запущены в производство. Её коллега, столяр и мебельщик Поуль Йеппесен, сделал несколько их образцов, но они сгорели, и проект был закрыт. Однако в 2008 году компания Lange Production начала промышленное производство стула «Она». Этот же эпизод был не единственным примером сотрудничества Яльк с Йеппесеном: так они работали вместе над созданием бокового кресла в 1962 году.
Параллельно с этими довольно прогрессивными экспериментами Яльк разработала множество простых наборов мебели для производителей, включая высокий письменный стол и табурет, набор полок из орегонской сосны и ряд стульев с мягкими сиденьями и спинками на изогнутом стальном основании. Её мебель для промышленного производства обладала чёткими, удобными линиями. Детали её мебели особенно хорошо подходили для быстрого и простого производства. Экономные в использовании материалов они вскоре стали выигрывать в конкуренции на рынке мебели, что повысило высокую международную репутацию Дании в области дизайна мебели. Фирмы в США и Финляндии изготавливали некоторые её модели мебели.
Яльк также разрабатывала модели обоев и обивки мебели, например для «Unika Væv», а также столового серебра для Георга Йенсена.

## Выставочный дизайн
Яльк также применяла свои творческие таланты в дизайне выставок, одним из лучших примеров которых является передвижная выставка, организованная ею для Министерства иностранных дел Дании в 1974 году, которая была проведена в 25 странах по всему миру. Этот дизайн состоял из серии кубовидных упаковочных коробок из корригированного картона с шелкографическими текстами и логотипами. Распакованные коробки можно было использовать в качестве подставок и настенных дисплеев. При использовании их с опорными стержнями они могли служить витринами и светильниками. Ещё одним заметным событием, дизайном которого она занималась, стала выставка дизайнов датских женщин в копенгагенском Белла-центре, организованная в связи с конференцией ООН по положению женщин в 1980 году.